# Manno
Pour les articles homonymes, voir Manno.
Manno est une commune suisse du canton du Tessin, située dans le district de Lugano.

## Histoire
Manno est mentionné pour la première fois en 1184.
En 1298, l'évêque de Côme possédait des domaines dans le village. En 1335, le village se divisa en deux sections, Manno superiore et Manno inferiore, qui appartenaient toutes deux au Kastlanei de Grumo qui était un district de Gravesano. La paroisse de l'église Saint-Pierre est toujours liée à Gravesano. L'Oratoire de Saint-Rocco a été construit en 1597 sur les fondations d'une chapelle antérieure. 

## Économie
Jusqu'aux années 1950, la région était essentiellement agricole. Au cours des dernières décennies, elle s'est développée en raison de l'afflux de navetteurs qui travaillent à Lugano. Grâce à de bonnes liaisons de transport, de nombreuses entreprises industrielles et commerciales se sont installées dans la municipalité. 
Manno est également devenu un centre de services important, le siège du Centre National Suisse de Supercalculateurs depuis 1992. En 1990-1996, elle a abrité le centre administratif de l'UBS pour Suglio-Lugano[réf. nécessaire] et, depuis 1997, la Scuola universitaria professionale della Svizzera italiana (Université de Suisse italienne). 
En 2005, le secteur des services a fourni près des quatre cinquièmes des emplois dans la communauté.